# Vilhelm Lauritzen

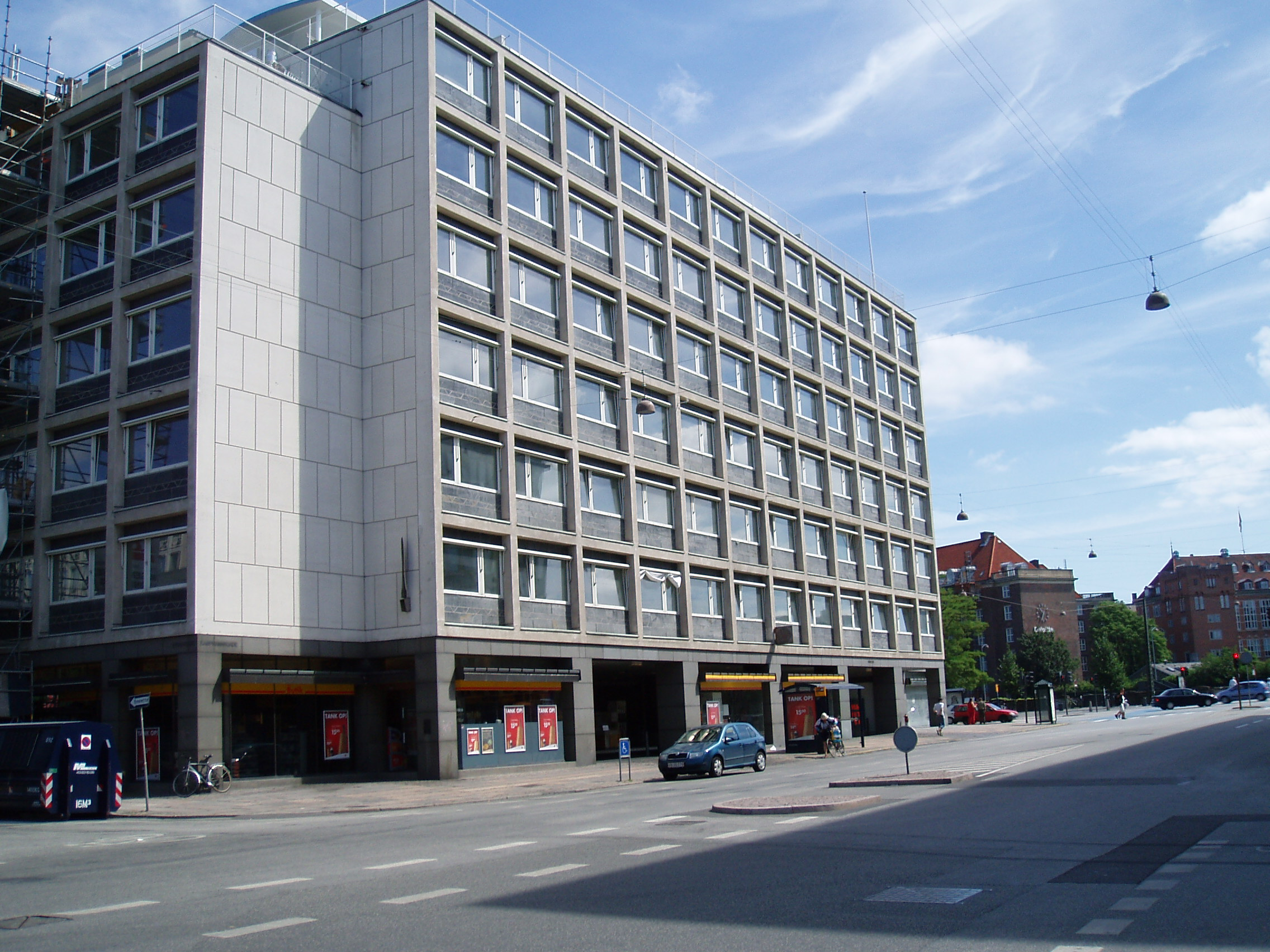
Shellhuset i Köpenhamn.

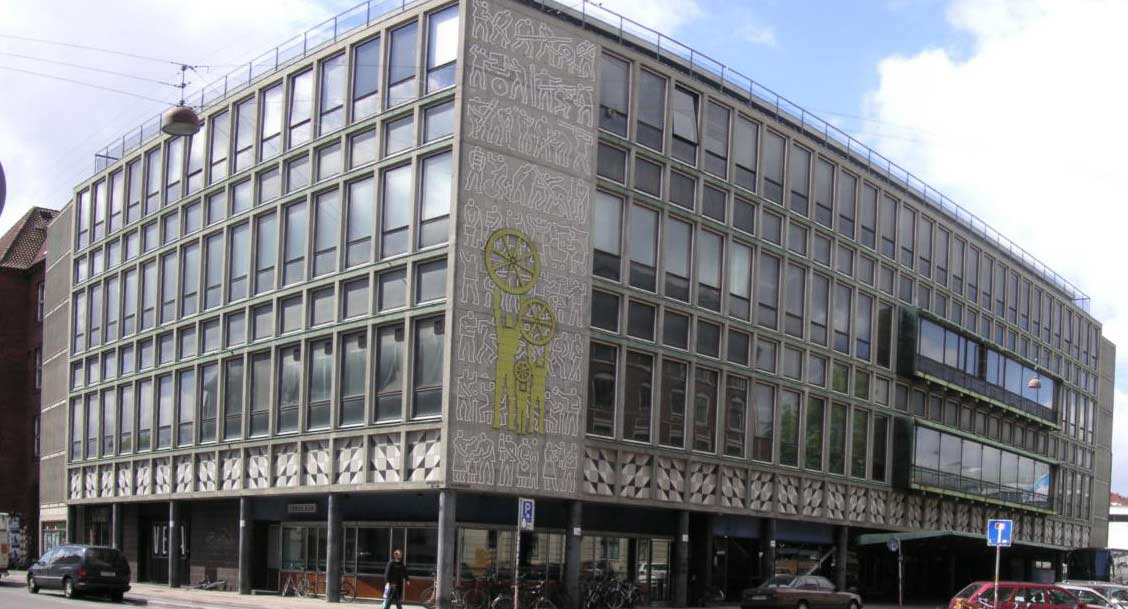
Vega-huset i Köpenhamn, tidigare Folkets Hus i Vesterbro

Vilhelm Theodor Lauritzen, född 9 september 1894 i Slagelse, död 22 december 1984, var en dansk arkitekt. 

## Biografi
Vilhelm Lauritzen var en av funktionalismens föregångare i Danmark. Han utbildade sig på Kunstakademiets Arkitektskole och startade 1922 sitt eget arkitektkontor, där han var aktiv till 1969. Han fick Eckersbergmedaljen 1941 och C.F. Hansen-medaljen 1954.

## Verk i urval
- Radiohuset i Frederiksberg 1937–1946 (byggnadsminne)
- Folkets Hus i Vesterbro, nuvarande Vega-huset 1935–1956 (byggnadsminne)
- en tidigare terminalbyggnad på Kastrups flygplats 1937–1939 (byggnadsminne)
- Daells Varehus (nuvarande Hotel Sankt Petri) i Köpenhamn 1935
- Gladsaxe Rådhus 1937
- Shellhuset i Köpenhamn 1950–1951